# Jan Rymorz
Jan Rymorz (ur. 25 grudnia 1850 w Godziszowie, zm. 24 marca 1881 w Cieszynie) – polski lekarz i działacz społeczny.

## Życiorys
Syn Pawła i Anny z Borutów. Ukończył szkołę powszechną w Goleszowie i następnie rozpoczął naukę w gimnazjum ewangelickiego w Cieszynie. Założył tam m.in. polską bilioteczkę uczniowską. W 1871 zdał maturę. Później studiował medycynę – najpierw w latach 1871–1873 na Uniwersytecie Jagiellońskim, później w latach 1873–1876 na Uniwersytecie Wiedeńskim. Po dwuletniej praktyce w Wiedniu zdecydował się w 1878 osiąść w Cieszynie.
Był członkiem Czytelni Ludowej i Towarzystwa Pomocy Naukowej. Prowadził działalność na rzecz ubogich mieszkańców Śląska Cieszyńskiego. Zmarł na tyfus plamisty. Tej choroby nabawił się, zastępując na ochotnika lekarza więziennego, który wcześniej padł ofiarą epidemii, mającej miejsce w cieszyńskim więzieniu.